# Hypenella spumarius
Hypenella spumarius är en tvåvingeart som beskrevs av Smith 1965. Hypenella spumarius ingår i släktet Hypenella och familjen dansflugor.
Artens utbredningsområde är Nepal. Inga underarter finns listade i Catalogue of Life.